# 국도 제238호선 (일본)

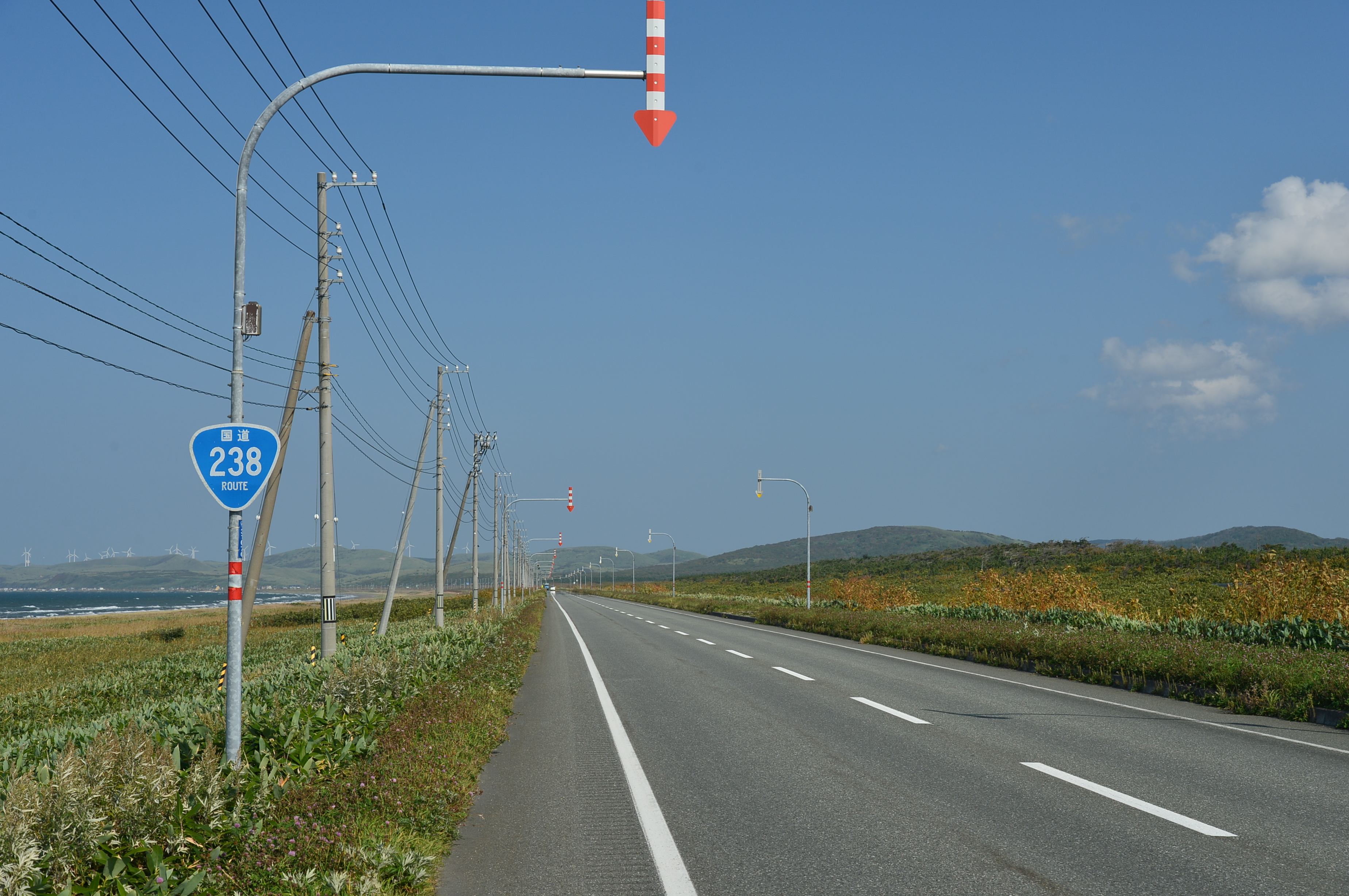
238번 국도, 홋카이도 왓카나이시 일대

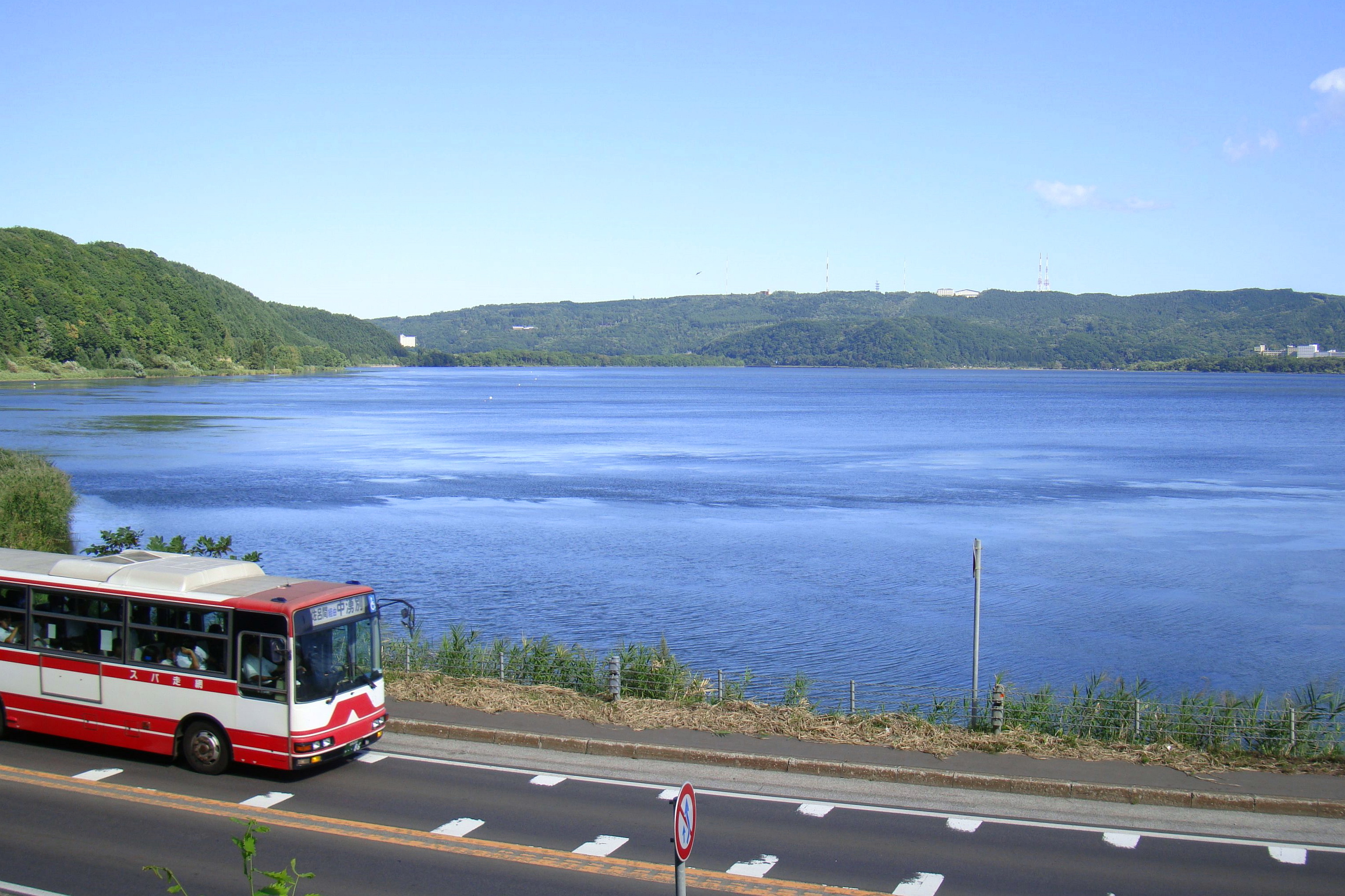
아바시리시 아바시리호 인근의 연안을 통과하고 있는 모습.

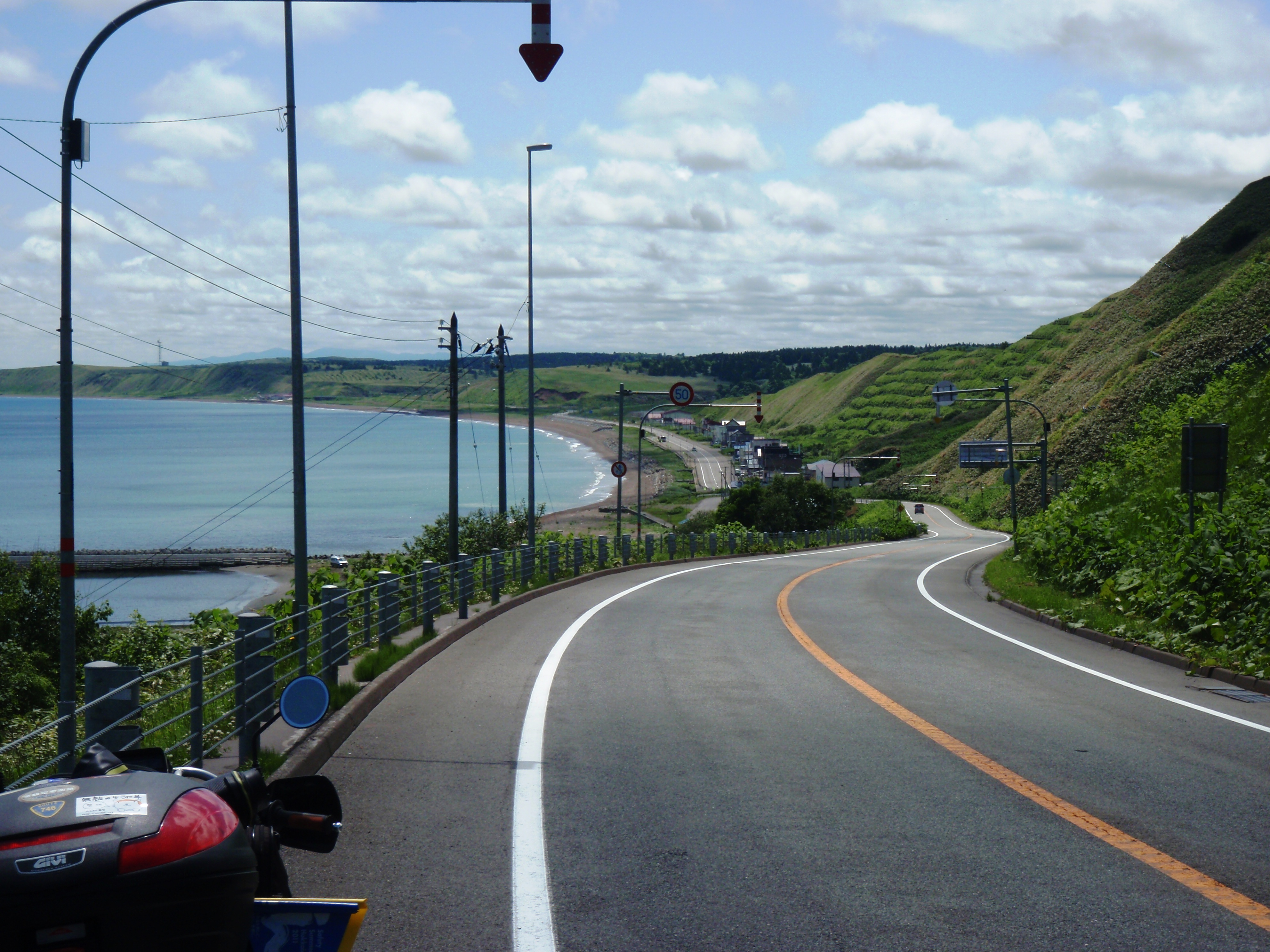
왓카나이시 히가시우라 일대의 모습.

일본 238번 국도(일본어: 国道238号→국도 238호)는 홋카이도의 아바시리시와 왓카나이시를 이어주는 국도 노선이다. 그러나 이 국도는 일본 최북단을 관통하게 되는 국도 노선이기도 하다. 그래서 이 인근에는 대한항공 007편 격추 사건 관련 추모 기념비가 위치하여 있게 되는 소야곶이 자리잡고 있다.

## 연혁
- 1953년(쇼와 28년) 5월 18일: 2급 국도 238호선인 아바시리~왓카나이 선으로 지정
- 1965년(쇼와 40년) 4월 1일: 도로에 관한 법률 개정에 따라, 1·2급의 구분이 각각 폐지되어 국도 238호선으로 다시 지정되어 시행

## 주요 경유지
이 도로의 주요 경유지는 홋카이도에 한하여 관통, 구간은 이하 아래와 같다.
- 오호츠크 종합진흥국: 아바시리시 - 기타미시 - 도코로군 사로마정 - 몬베쓰군 유베쓰정 - 몬베쓰시 - 몬베쓰군 오콧페정 - 몬베쓰군 오무정
- 소야 종합진흥국: 에사시군 에사시정 - 에사시군 하마톤베쓰정 - 소야군 사루후쓰촌 - 왓카나이시